# Karl Franz Josef Malý
Karl Franz Josef Malý (* 1874 in Sarajevo; † 1951) war ein bosnischer Botaniker und Pteridologe.
Malý war Pflanzensammler und der Sohn des österreichischen Gärtners und Botanikers Franz de Paula Malý (1823–1891). Sein Interessengebiet waren die Spermatophyten und Pteridophyten. Sein botanisches Autorenkürzel lautet „K.Malý“.

## Veröffentlichungen
- Zur Flora von Nordostbosnien, 1894, 16 Seiten.
- Vorläufige Mitteilung über das Vorkommen einiger für Jugoslavien neuer Gehölze : (mit 2 Abbildungen) , Budapest, 1926.
- Zur Kenntnis der Flora der bosnich-hercegovinischen Bauerngärten mit Ausnahme der Nutzpflanzen, Sarajevo, 1936.
- mit Günther Beck-Mannagetta: Flora Bosne, Hercegovine i Novopazarskog Sandžaka: Sympetalae. ..., Band 4, 1950.